# Молос (град)
Молос (на гръцки: Μώλος) е малко крайморско градче във Фтиотида в района на Термопилите. Център на бивш дем, който до 2017 г. се казва Молос-Агиос Константинос. 
Намира се в центъра на тясна равнина, която се простира между Малиакския залив и планината Калидромо. Южно от Молос минава автомагистрала A1, по която Молос е на 189 километра от Атина и на 27 километра от Ламия.
Молос е спирка на скоростната железопътна линия Пирея – Солун, като гарата е северно от градчето.
Край Молос се е намирал античният Локрис. По римско време югозападно от днешното градче се е намирала Никея. През Средновековието вероятно това е средището/селището на Равеника.
Дем Термопили е създаден през 1836 г. със седалище в Молос. През 1840 г. седалището му е преместено в Менденица, но по-късно местната власт отново е върната в Молос. Селата, съставляващи дема през 1836 г., са: Молос, Менденица, Андера, Лиапата, Катмата, Каравидия, Кланица (Дримая), Триница (Титронион), Арница (сега несъществуващо) и Килики.
През април 1941 г. край Молос се разиграва битката при Термопилите.